# Frank Lukas (Moderator)
Frank Lukas Horsthemke (* 18. April 1969 in Braunschweig) ist ein deutscher Fernsehmoderator und Fernsehproduzent.

## Leben
Lukas wuchs in Braunschweig (Niedersachsen) auf, machte sein Abitur 1988 an der Gaußschule und absolvierte zunächst eine Banklehre. Sein Coming-out wurde initiiert durch eine kurze Affäre mit dem damals noch unbekannten Sänger und Musiker Peter Plate. Im Jahre 1990 zog er nach Berlin um, wo er nach diversen Arbeiten in der Film- und Fernsehbranche 1999 seine Produktionsfirma South & Browse gründete.
Im Jahre 2002 wurde er Moderator des ersten bundesweit gesendeten deutschen Fernseh-Homomagazins, der RTL-Reihe anders TREND, welche auch in seiner Firma für AZ Media TV mitproduziert wurde. Des Weiteren war er Moderator der bisher sechs Folgen von single TREND.
Seit 2003 gibt es auch eine Niederlassung in München. Die Firma produziert Sendungen und Beiträge für verschiedene Fernsehformate wie  BosporusTrend, Die Supermamas, Galileo, SAM oder taff.
Anfang 2007 wurde die Firma DFW Deutsche Fernsehwerke GmbH von nicht näher genannt werden wollenden privaten und institutionellen Investoren gegründet und Frank Lukas ist Geschäftsführer. Am 1. November 2008 startete dessen Fernsehsender TIMM. Seit dessen Insolvenz Anfang 2010 hat sich Frank Lukas weitestgehend aus dem Betrieb zurückgezogen.
Privat ist er liiert und lebt hauptsächlich in Berlin.